# Eischott

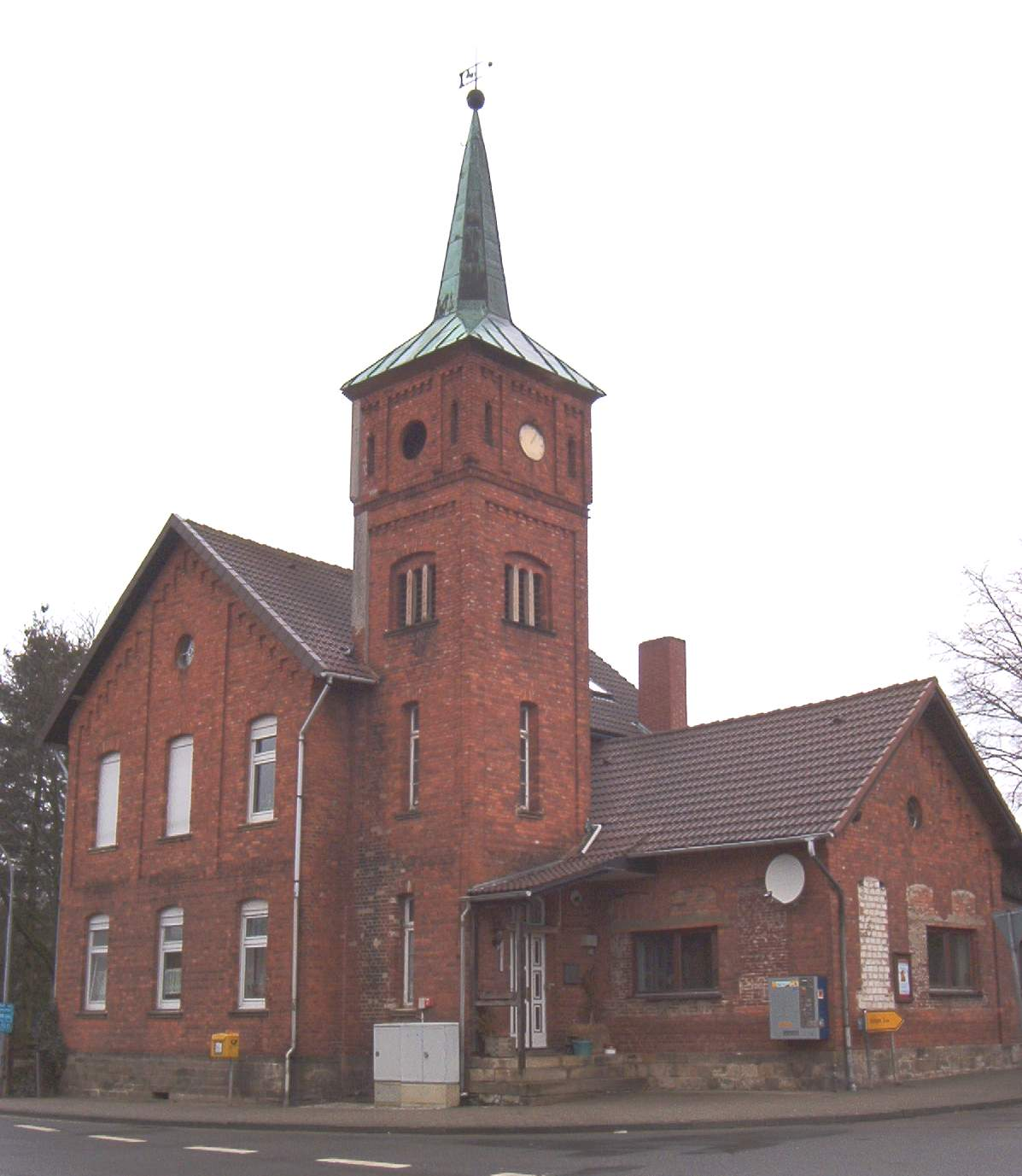
Ehemaliges Schulgebäude in der Ortsmitte

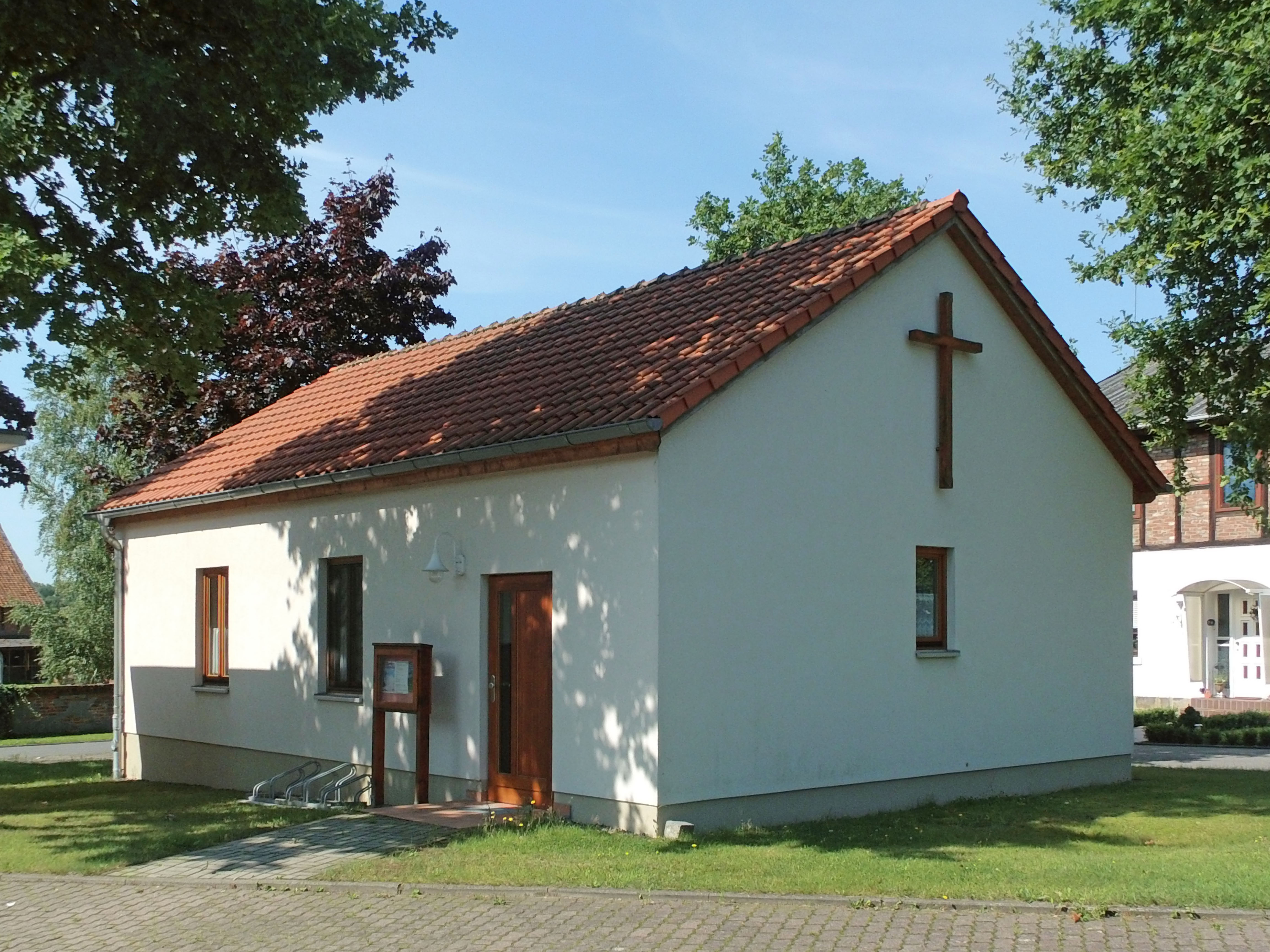
Gemeinderaum

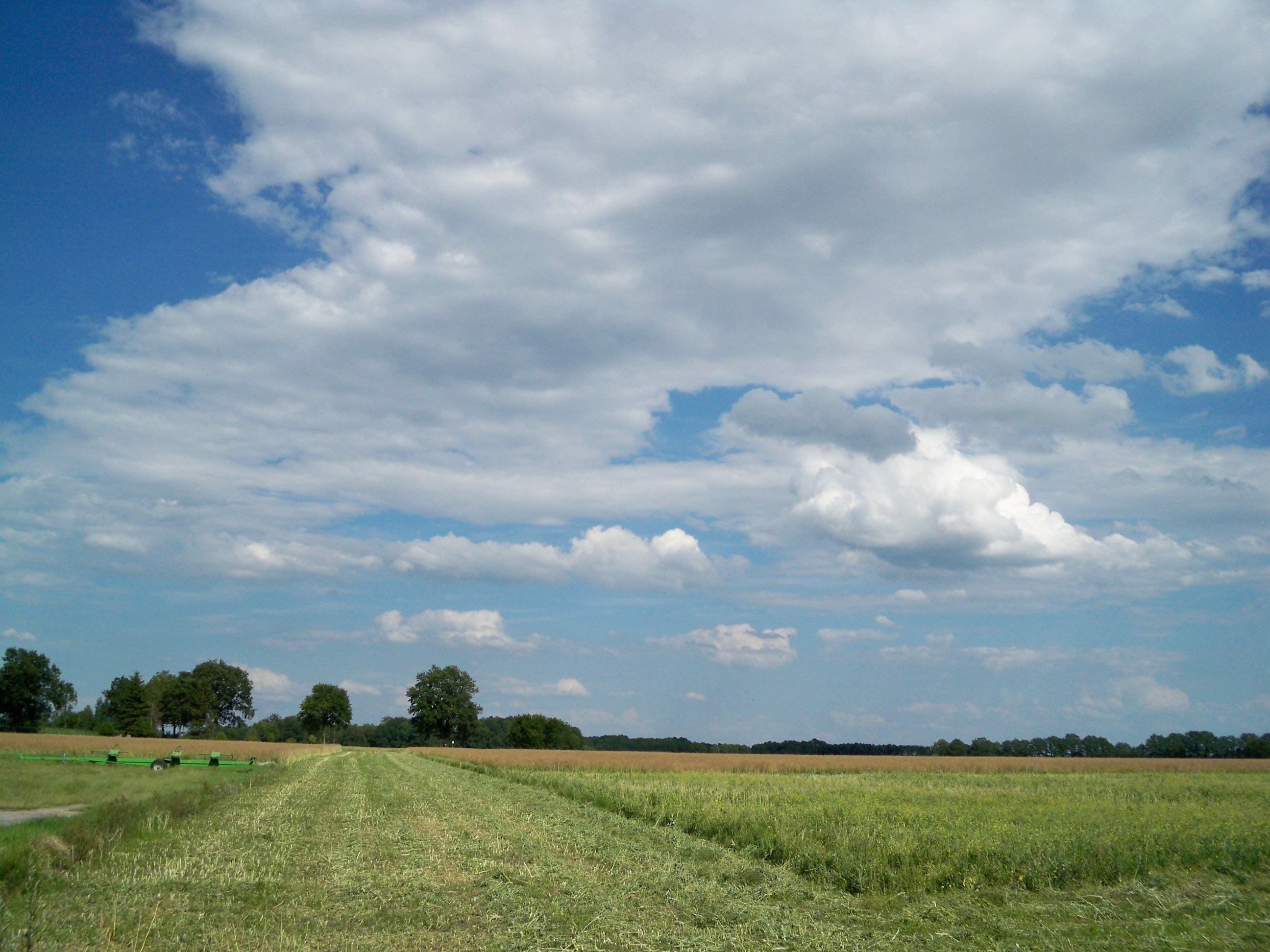
Landschaft des Vorsfelder Werders nördlich von Eischott

Eischott ist ein Ortsteil der Gemeinde Rühen im Landkreis Gifhorn in Niedersachsen.

## Geographie
Eischott liegt im Westen der Gemeinde Rühen, in unmittelbarer Nachbarschaft zur Stadt Wolfsburg. Eischott hat 815 Einwohner (Stand: Dezember 2020). Im Jahre 1910 lag die Einwohnerzahl noch bei 221. Im Nordosten sowie im Westen findet man Neubaugebiete. Der Ort liegt in der geschichtlichen Landschaft des Vorsfelder Werders, eines eiszeitlichen Geestrückens. Er befindet sich in der Mitte dieser Erhöhung.
Wolfsburg-Velstove liegt zwei Kilometer westlich, Hoitlingen drei Kilometer nordwestlich und Brechtorf zwei Kilometer östlich.

## Geschichte
Eischott wurde 1324 erstmals urkundlich als Eyzcot erwähnt. Die ursprüngliche Dorfform war die eines wendischen Rundlings. Laut einem Siedlungsverzeichnis um 1850 bestanden zu dieser Zeit zwölf Bauernhöfe. Bis zum 19. Jahrhundert lag der Ort unmittelbar am Wipperteich. Das ehemals 200 Hektar große Gewässer, das der Fischzucht gedient hatte, wurde 1841 trockengelegt. 
Die Eingemeindung Eischotts nach Rühen erfolgte am 1. Juli 1972 im Rahmen des Wolfsburg-Gesetzes. Zugleich wechselte Eischott vom Landkreis Helmstedt zum Landkreis Gifhorn. Rühen mit Eischott gehörte fortan zur Samtgemeinde Rühen, die 1974 in der Samtgemeinde Brome aufging.

## Religionen
In Eischott befindet sich ein evangelisch-lutherischer Gemeinderaum. Er gehört zur Kirchengemeinde Brechtorf-Eischott der Propstei Vorsfelde. Das Gebäude wurde 1958 als Kalthaus erbaut und nach mehrjährigem Leerstand 2004 zum Gemeinderaum umgebaut. Die katholischen Einwohner Eischotts gehören zur Pfarrei St. Michael im Wolfsburger Stadtteil Vorsfelde.

## Bekannte Eischotter
Die bekannteste Eischotterin ist Stefanie Gottschlich, die mehrere Jahre in der deutschen Fußballnationalmannschaft der Frauen aktiv war. Sie spielte bei den Bundesliga-Clubs WSV Wendschott und VfL Wolfsburg. Ihre sportliche Laufbahn begann in der Jugendmannschaft des SV Eischott. Nach Verletzungen musste sie 2006 mit 29 Jahren ihre Karriere beenden.